# Beaumont-le-Hareng
Beaumont-le-Hareng ist eine französische Gemeinde mit 259 Einwohnern (Stand: 1. Januar 2022) im Département Seine-Maritime in der Region Normandie (vor 2016 Haute-Normandie). Die Gemeinde gehört zum Arrondissement Rouen (bis 2017: Arrondissement Dieppe) und zum Kanton Neufchâtel-en-Bray (bis 2015: Kanton Bellencombre). 

## Geografie
Beaumont-le-Hareng liegt etwa 27 Kilometer nordnordöstlich von Rouen im Pays de Bray. Umgeben wird Beaumont-le-Hareng von den Nachbargemeinden La Crique im Norden und Nordwesten, Rosay im Norden und Nordosten, Saint-Saëns im Osten, Cottévrard im Süden sowie Grigneuseville im Westen und Südwesten.

## Bevölkerungsentwicklung
| Jahr                       | 1962 | 1968 | 1975 | 1982 | 1990 | 1999 | 2006 | 2017 |
| Einwohner                  | 188  | 183  | 173  | 168  | 192  | 190  | 188  | 265  |
| Quellen: Cassini und INSEE |      |      |      |      |      |      |      |      |

## Sehenswürdigkeiten
- Kirche Saint-Pierre aus dem 12. Jahrhundert
- Kirche Saint-Denis aus dem 18. Jahrhundert
- Reste einer Merowingerburg